# Eugène Tisserant
Eugène Gabriel Gervais Laurent Tisserant (Nancy, 24 maart 1884 – Albano Laziale, 21 februari 1972) was een Frans geestelijke en kardinaal van de Katholieke Kerk.
Tisserant studeerde aan het seminarie in zijn geboortestad. Ook studeerde hij enkele jaren aan de École Biblique in Jeruzalem, alvorens in 1905 zijn militaire dienstplicht te vervullen. Hij werd op 4 augustus 1907 priester gewijd. In 1908 werd hij professor aan het Pauselijk Athenaeum San Apollinare in Rome, een functie die hij combineerde met het curatorschap van de Biblioteca Apostolica Vaticana. In 1919 volgde zijn benoeming tot assistent-bibliothecaris bij dezelfde bibliotheek. In 1921 kreeg hij de titel Monseigneur en in werd hij 1930 pro-prefect van de Vaticaanse bibliotheek. Paus Pius XI benoemde hem in 1936 tot apostolisch protonotaris en tijdens het consistorie van 15 juni van dat jaar werd hij als kardinaal-diaken opgenomen in het College van Kardinalen. Zijn titeldiakonie werd de Santi Vito, Modesto e Crescenzia. Hij zou in 1939 kardinaal-priester worden (titel: Santa Maria sopra Minerva) en in 1946 kardinaal-bisschop van Porto-Santa Rufina en in 1951 van Ostia. In dat jaar werd hij deken van het College van Kardinalen. In die hoedanigheid speelde hij een belangrijke rol bij de conclaven van 1958 en 1963.

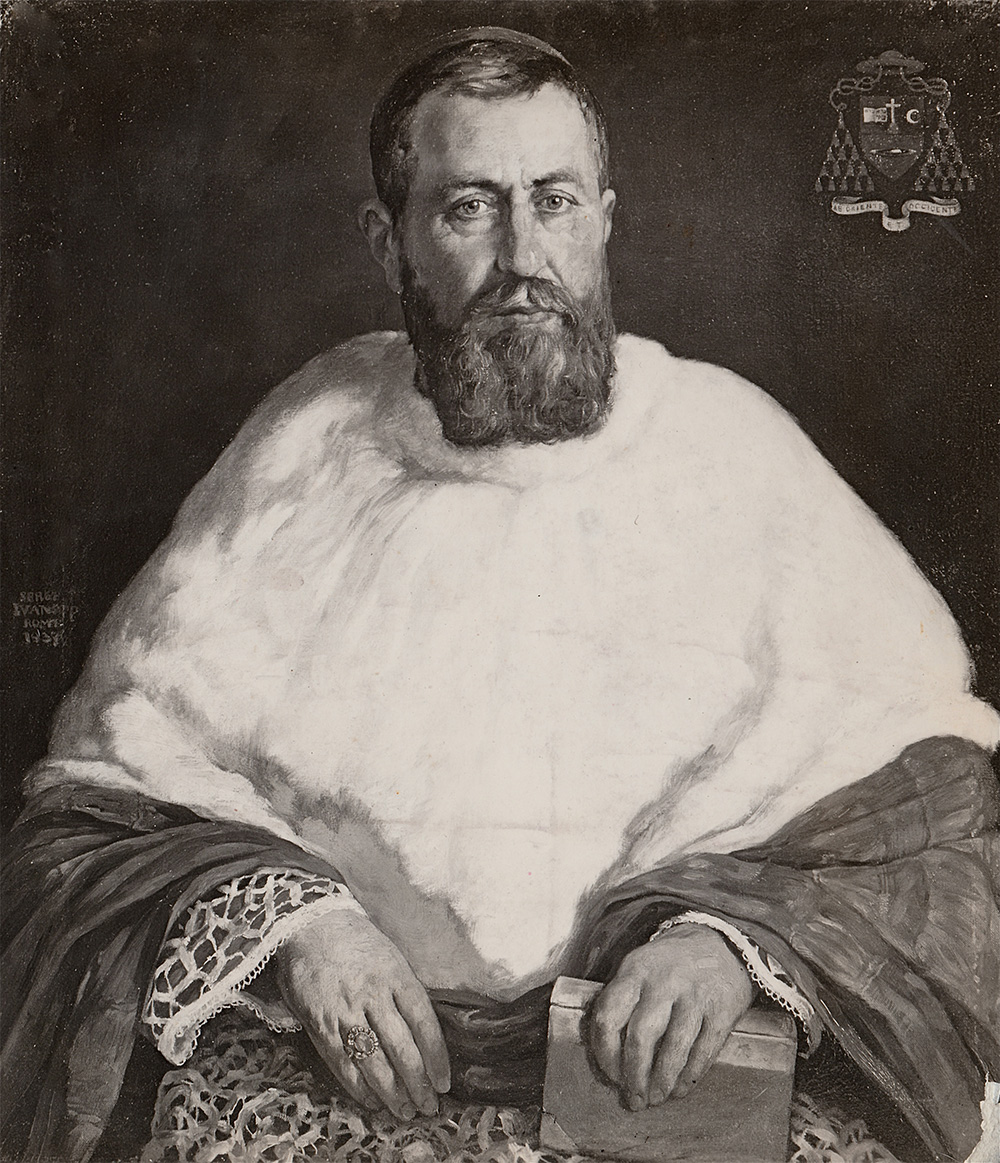
Monsieur le Cardinal Tisserant, portrait par Serge Ivanoff, Rome, 1937

In 1937 werd hij titulair aartsbisschop van Iconium. Hij werd door onder andere Eugenio kardinaal Pacelli tot bisschop gewijd. Van 1936 tot 1959 was hij secretaris van de Congregatie voor de Oosterse Kerken. Daarnaast was hij president van de Pauselijke Bijbelcommissie (1938-1946), prefect van het Heilig Officie (1951-1967) en bibliothecaris en archivaris van de Heilige Stoel (1957-1971) met verantwoordelijkheid voor het Archivio Segreto Vaticano.
In 1969 kwam hij in aanvaring met de aartsbisschop van Mechelen-Brussel, Leo kardinaal Suenens, die zich negatief had uitgelaten over de Romeinse Curie. In 1970 verzette hij zich samen met Alfredo kardinaal Ottaviani openlijk tegen het pauselijk motu proprio Ingravescentem Ætatem van paus Paulus VI, waarin kardinalen van 80 jaar of ouder de toegang tot het conclaaf werd ontzegd.
Tisserant overleed aan de gevolgen van een hartaanval.

## Onderscheidingen
- In 1952 ontving Tisserant een eredoctoraat van de toenmalige Katholieke Universiteit Nijmegen.[1]
- Tisserant werd in 1961 benoemd tot lid van de Académie française.

- Bibsys: 90189380
- Biblioteca Nacional de España: XX876151
- Bibliothèque nationale de France: cb12301470g (data)
- Catàleg d'autoritats de noms i títols de Catalunya: 981058525569406706
- CiNii: DA15092465
- Gemeinsame Normdatei: 117400963
- International Standard Name Identifier: 0000 0001 0888 1349
- Library of Congress Control Number: n97115694
- Base Léonore: 19800035/1125/29025
- Nationale Bibliotheek van Tsjechië: js2012703408
- Nationale Bibliotheek van Israël: 987007268933605171
- Nederlandse Thesaurus van Auteursnamen: 071589503
- Réseau des bibliothèques de Suisse occidentale: 02-A000162543
- Istituto Centrale per il Catalogo Unico: SBLV021449
- SNAC: w63v9f6v
- Système universitaire de documentation: 061555541
- Virtual International Authority File: 36983551
- WorldCat: E39PBJgCKW6GvBTmhPv8dxtR8C